# Instituto de Fotografía de Nueva York

El Instituto de Fotografía de Nueva York (en idioma inglés New York Institute of Photography) (or NYIP) es una institución con ánimo de lucro,  educativa y a distancia, cuya sede central está en Nueva York, que ofrece diferentes cursos de fotografía a estudiantes de todo el mundo. NYIP actualmente ofrece tres cursos: Curso Completo de Fotografía Profesional, Curso Completo de Fotografía Digital: Photoshop para fotógrafos y Fundamentos de la Fotografía Digital. A través de Educación a Distancia Latinoamérica, LLC (EDLatam) el NYIP ofrece su Curso Completo en Fotografía Profesional en idioma español, para todos los amantes y apasionados de la fotografía, ya sean profesionales o amateurs.

## Historia
El Instituto de Fotografía de New York (NYIP, por sus siglas en inglés) fue fundado en 1910, de acuerdo con folletos antiguos, por Emile Brunel. En ese momento, llamó a la escuela "E. Brunel School of Photography". Emile era escultor, artista y fotógrafo, conocido por sus célebres retratos.
El NYIP fue registrado oficialmente como negocio ante la Corte Suprema del Estado de Nueva York en 1915.
Al principio, NYIP era una escuela residencial, con oficinas en Manhattan, Brooklyn y Chicago. Los profesores eran siempre fotógrafos profesionales. Las oficinas de Manhattan, donde se desarrolló el curso original cubría un área de 1393 metros cuadrados (15.000 pies cuadrados). Un curso fue adicionado en 1940 pero no era tan popular como las conferencias.
Al NYIP le fue dada la acreditación educativa cuando el National Home Study Council anunció su clase inaugural en 1956. Por esa época, la compañía había sido comprada por Harold Deckoff, un impresor que estableció "Tribune Publishing Co."
En 1971, poco después de la muerte de Harold Deckoff, NYIP cayó en bancarrota. Marvin Deckoff, el hijo de Harold, compró los derechos para continuar el negocio. En 1976, vendió el negocio a Don Sheff. Marvin y Don trabajaron juntos para reconstruir el negocio desde cero. Reescribieron los materiales del curso, comenzaron a probar con diferentes tipos de publicidad y trabajaron en la expansión de los cursos existentes.
Aparte de los cursos, el New York Institute of Photography ha impreso algunos libros sobre varios temas relacionados con la fotografía, incluyendo Motion Picture Directing y Motion Picture Photography.
Hoy en día, el NYIP es la escuela de fotografía más antigua y grande del mundo con más de 20.000 alumnos graduados alrededor del mundo.
NYIP siempre ha tenido como instructores a fotógrafos profesionales, localizados en y en los alrededores de la ciudad de Nueva York, y que están dispuestos a compartir sus habilidades y experiencia con estudiantes de fotografía. Algunos de los instructores incluyen a Beth Green, (de Beth Green Studios, Inc.), Walter Karling y Chris Corradino.
La Escuela es operada por Distance Education Co. y está asociada con la "Sheffield School" y el "New York Institue of Career Development" (Instituto de Desarrollo Profesional de Nueva York).
A partir del año 2012, inició un programa de asociación con instituciones internacionales para ofrecer sus cursos en otros idiomas y como resultado de ello, a partir de septiembre del año 2012 se asoció con Educación a Distancia Latinoamérica, LLC  (EDLatam) una empresa constituida bajo la legislación del Estado de Georgia, en los Estados Unidos, conformada por un grupo de fotógrafos empresarios latinoamericanos, a través de la cual ofrece su Curso Completo en Fotografía Profesional en idioma español, totalmente por Internet.
EDLatam (https://edlatam.com Archivado el 20 de enero de 2021 en Wayback Machine.) ha traducido y recreado todo el material del curso en una amigable y eficiente aplicación en línea, que permite a los estudiantes del curso de fotografía, aprender a través de Internet, sin necesidad de esperar a recibir los materiales por correo tradicional. La gran diferencia del NYIP y de EDLatam, es que además de tener materiales actualizados y revisados a julio de 2013, ofrecen el apoyo constante de un tutor que ayuda al alumno a comprender los distintos temas y técnicas que abarca el curso.

## Graduados notables
- Burim Myftiu
- Ernest Cole
- Josaphat-Robert Large
- Paul A Kline
- Glenn Danzig
- Hahn Dae-soo
- Alan Shaw
- Stephen Tomajczyk
- David Michael Kennedy
- Floyd Crosby
- W. Eugene Smith[11]
- Paul Gilmore - El primer fotógrafo de rocas lunares de la Tierra[12]
- Richard Weede - Quien tomó muchas de las más famosas fotografías de Elvis Presley[13]

## Acreditación
El New York Institute of Photography está acreditado a nivel nacional para proveer entrenamiento en educación a distancia por Distance Education Training Council (DETC). Además, como la escuela tiene su sede central en Nueva York, tiene licencia del Departamento de Educación del Estado de Nueva York
El Better Business Bureau le da al New York Institute of Photography calificación A.